# Верхобузький заказник
Верхобу́зький зака́зник — ландшафтний заказник місцевого значення в Україні. Розташований на південь від села Верхобуж Золочівського району Львівської області. 
Площа 324 га. Затверджений розпорядженням голови Львівської облдержадміністрації № 1123 від 22.12.1995 року з метою збереження унікальної ділянки річкової долини Північного Поділля із комплексом реліктових ландшафтно-геоморфологічних та фітоценотичних утворень. Перебуває у віданні Колтівської сільської ради. 
Тут зростає бл. 20 видів рідкісних видів рослин, у тому числі єдине в Україні місце поширення ложечниці польської. Також зберігся великий масив угрупувань меч-трави болотної, занесеної до Червоної книги України.